# Décès en juin 1950
Décès
- 1946
- 1947
- 1948
- 1949
- 1950
- 1951
- 1952
- 1953
- 1954

Pour une information complémentaire, voir la page d'aide.

| Date   | Nom           | Pays                 | Activités          | Âge | Source |
| ------ | ------------- | -------------------- | ------------------ | --- | ------ |
| 2 juin | Didier Masson | Drapeau de la France | Aviateur français. | 64  |        |